# 沃德沃思角
沃德沃思角（Cape Wadworth），是南極洲的海岬，位於維多利亞地的博克格雷溫克海岸，處於庫爾曼島北端，在1841年1月17日由詹姆斯·克拉克·羅斯發現，現時由南極條約體系管理。
73°19′S 169°47′E / 73.317°S 169.783°E